# Juha-Pekka Haataja
Juha-Pekka Haataja, född 31 oktober 1982 i Uleåborg, är en finländsk professionell ishockeyspelare som spelar för Modo Hockey i SHL.
Haataja började sin karriär som hockeyspelare i Kärpät där han gjorde sin a-lagsdebut säsongen 2001/02 och gjorde fyra mål på 15 matcher. Haataja har vunnit två FM-guld med Kärpät samt ett guld med HIFK. Säsongen 2012/2013 vann han FM-ligans mål- och poängliga efter att ha gjort 28 mål och 59 poäng på 60 matcher och blev då uttagen i Finlands VM-lag.
Den 18 januari 2015 skrev Haataja på ett tvåårskontrakt med Modo Hockey i SHL.